# 香港中文大學文物館

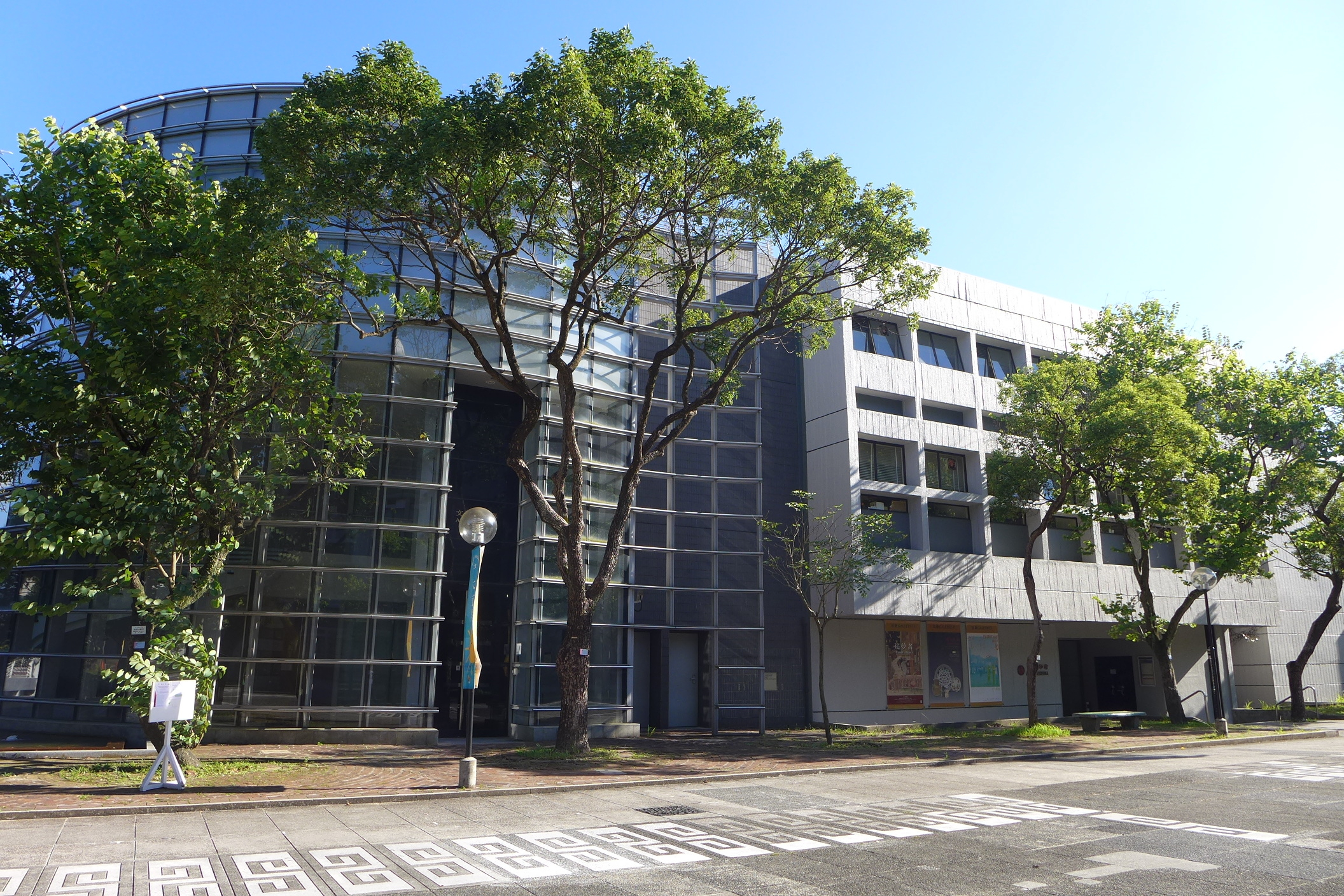
香港中文大學文物館

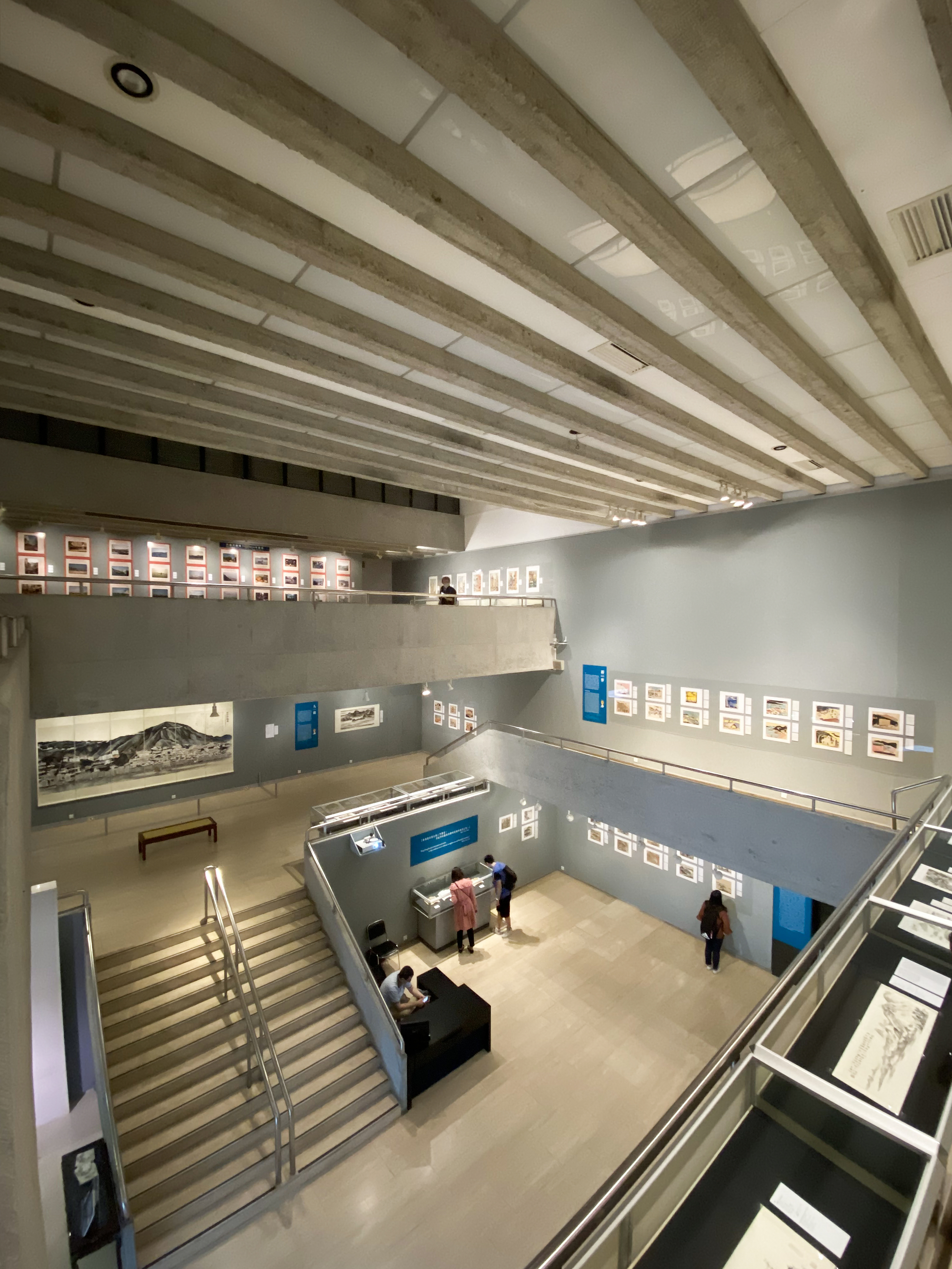
香港中文大學文物館西翼

22°25′09″N 114°12′22″E / 22.419211°N 114.206062°E
香港中文大學文物館（英語：Art Museum of The Chinese University of Hong Kong），位於香港中文大學林蔭大道，成立於1971年，隸屬於中文大學中國文化研究所，是香港公眾博物館之一。

## 歷史
文物館以館藏及惠借文物精品為基礎，致力於弘揚中國文化，為大學其他院系的中國藝術在社會、文化、技術及歷史的跨學科研究提供史料，促進中外學術交流，貢獻社會。文物館曾經出版了很多刊物，內容包括了出土文物、書畫、陶瓷、玉器、漆器、璽印等等。
除此之外，文物館附設參考圖書室，收藏了很多圖冊、捐贈的參考書籍，還有文物圖片資料庫。文物館在1977年設置文物修護工作室、書畫裝裱室、攝影室及木工室，為文物館的展覽提供技術協助，亦進行書畫和文物的保存和修復研究。 
為了加強與社會聯繫，館方在1981年成立了文物館館友會。其成員都是熱愛中國藝術和支持文物館工作的社會人士，他們積極舉辦講座或研習班、導賞員培訓班、組織文物參觀團等等。另外，文物館本身也積極與其他博物館合作，譬如日本東京富士美術館、美國耶魯大學美術館、故宮博物院、上海博物館、浙江省博物館、南京博物院、湖北省博物館、廣東省博物館、廣州藝術博物院、江西省博物館、湖南省博物館、北京大學圖書館。
2018年，適逢戊戌狗年，中文大學文物館舉辦「戊戌說狗」賀歲展覽。早在農業社會出現前，狗已經被人類馴化，成為人類第一位朋友。狗隻在古代中國社會，為人類守家、狩獵，甚至帶來歡樂，其蹤跡亦被人類紀錄在各式各樣的文物中，向後世講述與這位朋友相處的點滴。
2025年3月21日，文物館新翼羅桂祥閣及利孝和陸雁群伉儷展覽廳正式開幕，由香港著名建築師嚴迅奇設計，以懸臂式結構建造，並用以清水模混凝土外牆設計。開幕典禮主禮嘉賓包括文化體育及旅遊局局長羅淑佩、上海博物館館長褚曉波、羅桂祥基金主席羅德承、希慎興業主席利蘊蓮、中文大學校長盧煜明，以及嚴迅奇等。新翼開幕展覽為「浮世清音——晚明江南藝術與文化」，由文物館、香港中文大學藝術系及上海博物館合作舉辦，並由北山堂基金贊助。

## 圖集

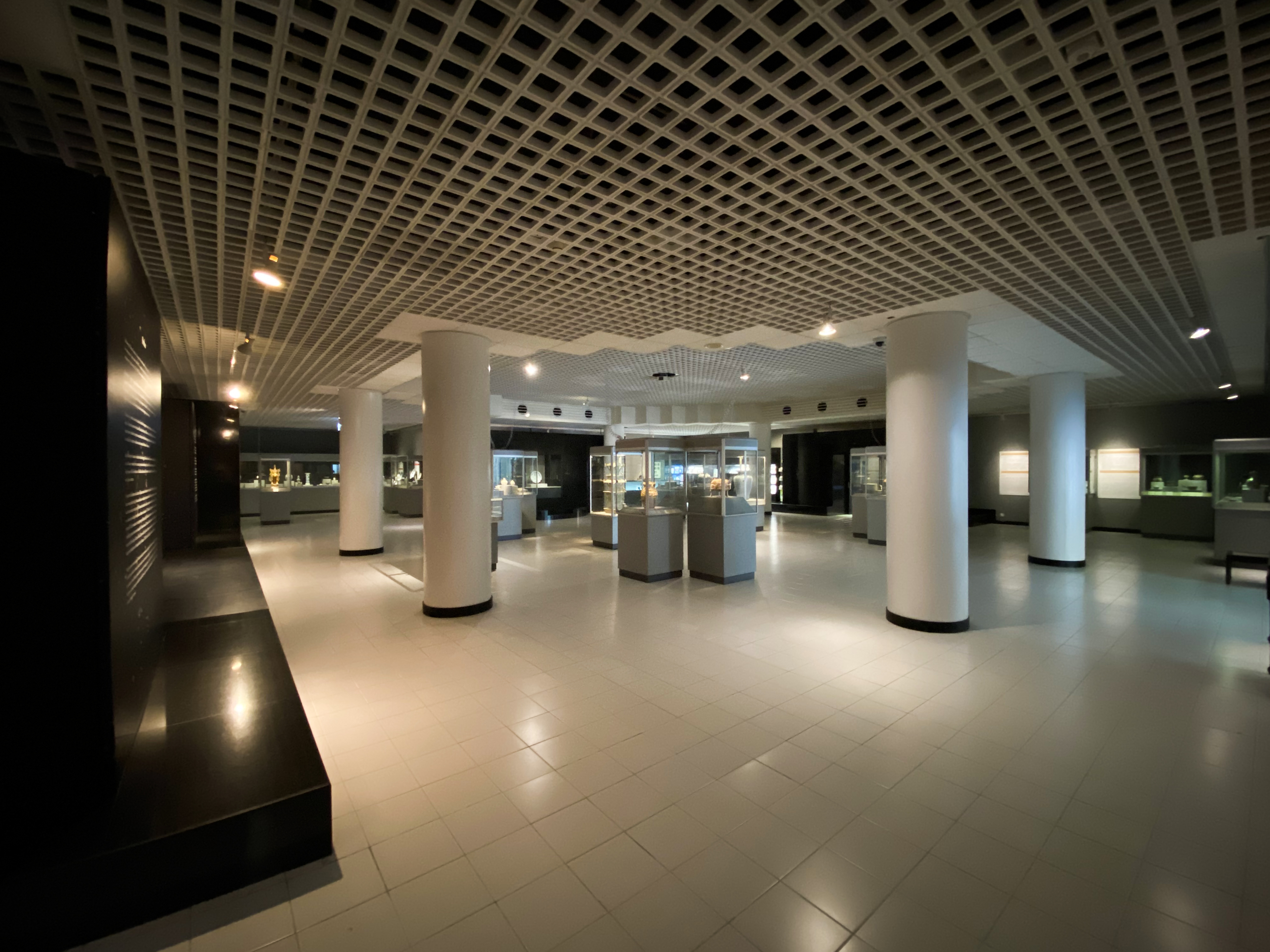
文物館西翼內貌
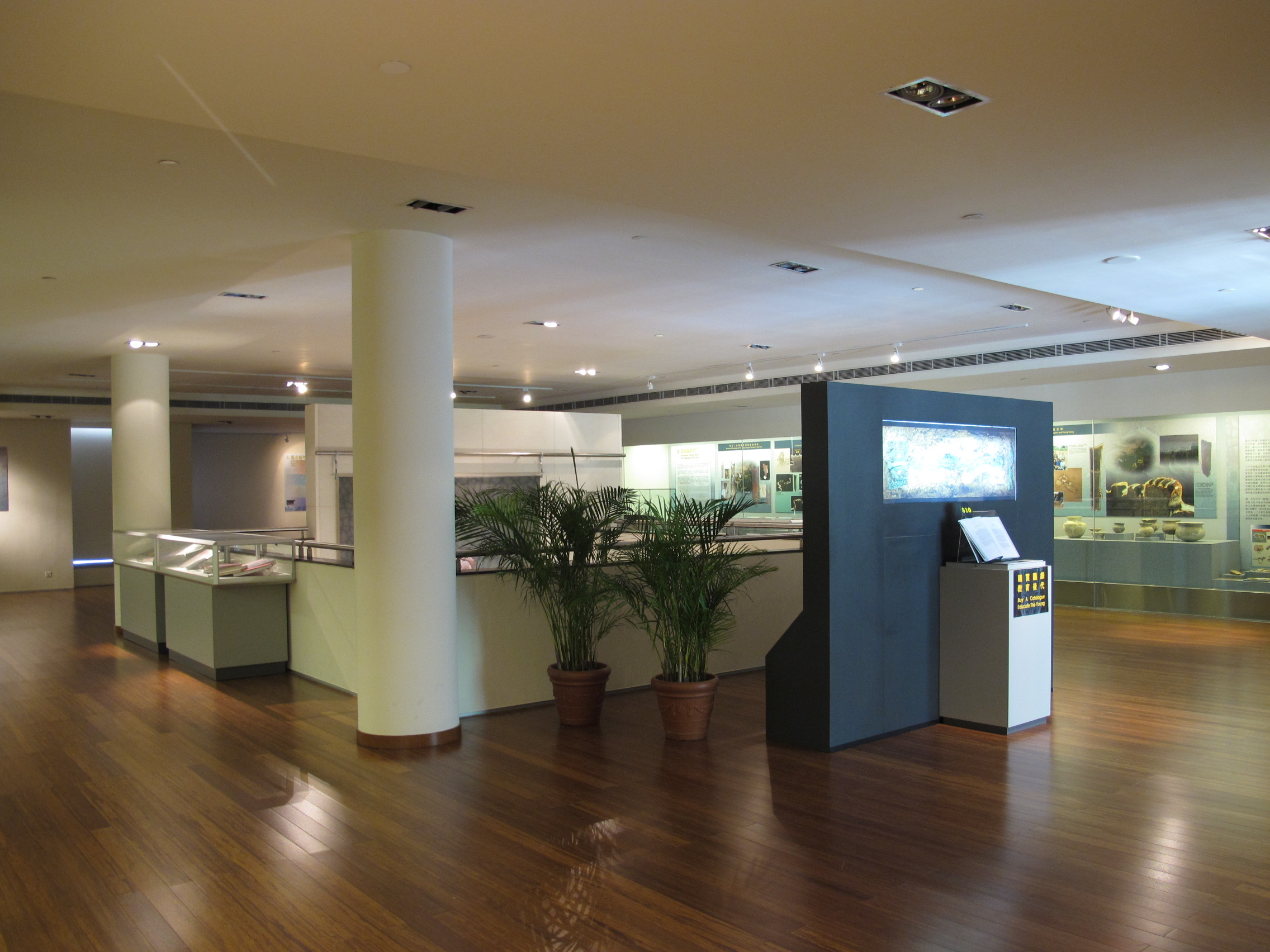
文物館東翼內貌
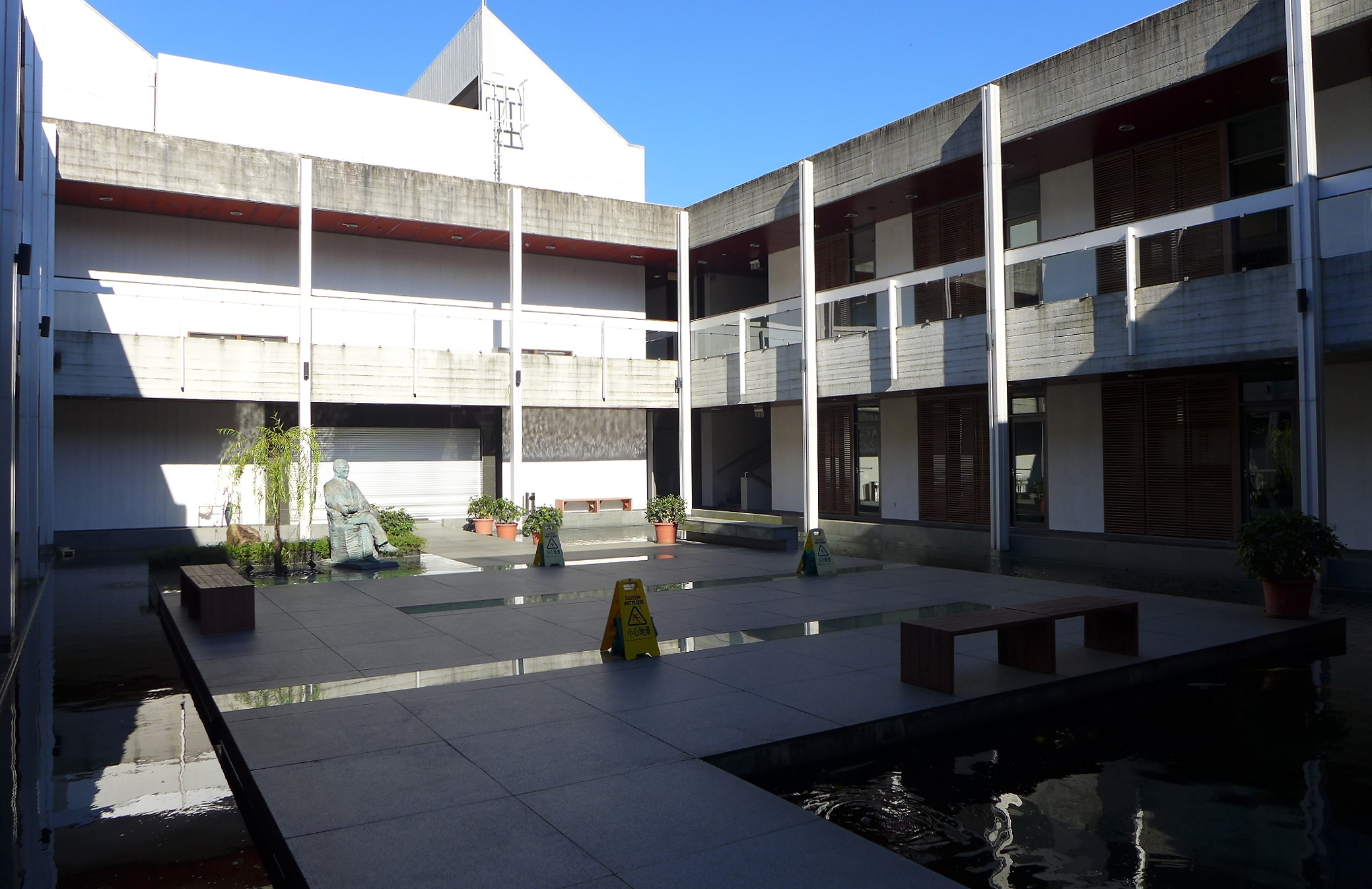
文物館外的庭園
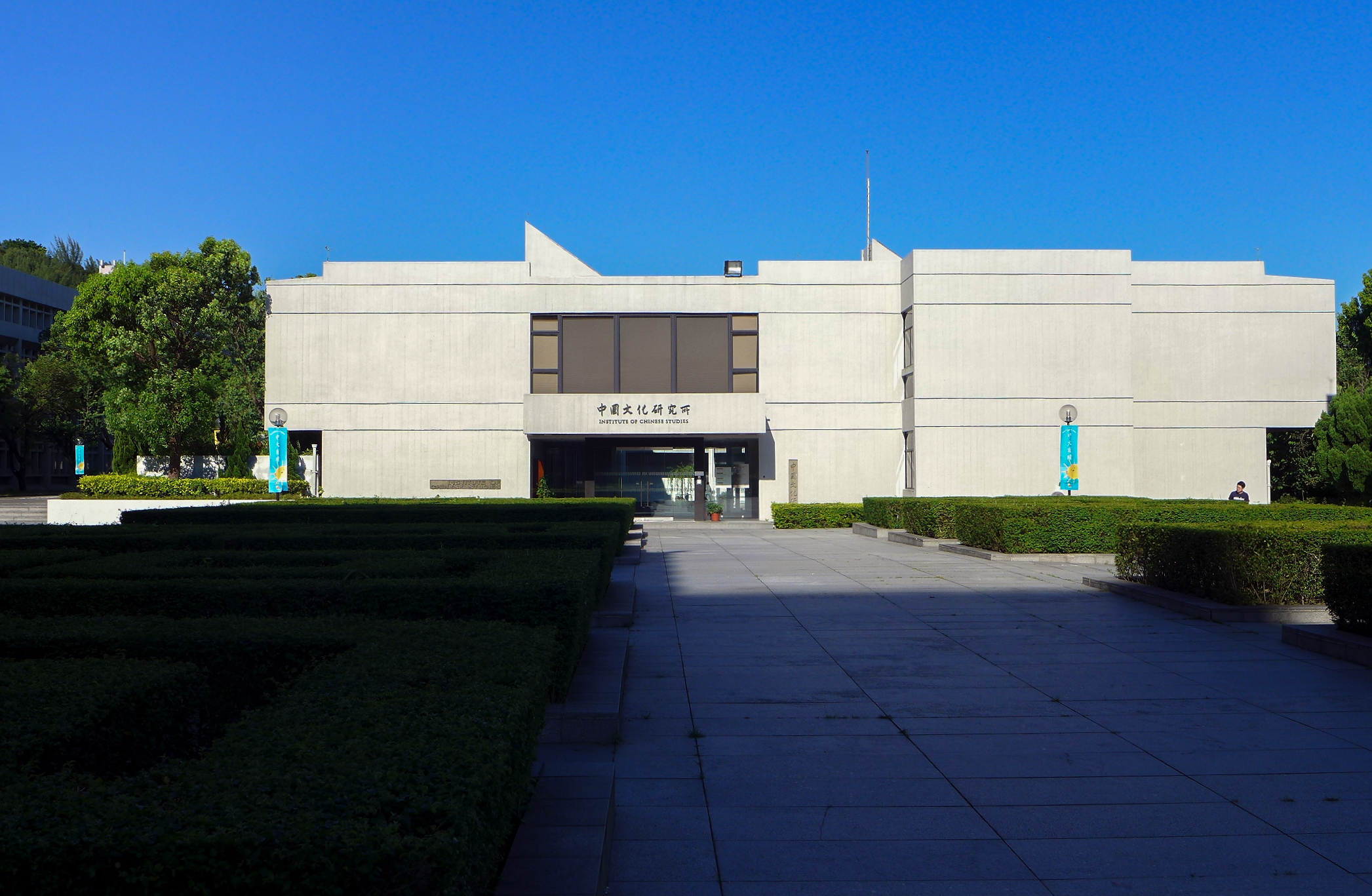
中文大學中國文化研究所

## 外部連結
- 香港中文大學文物館 （页面存档备份，存于）